# Acla
Acla fue una población y puerto de época española del siglo XVI, situado en las proximidades de Sasardí-Mulatupo, en la comarca de comarca Guna Yala, en Panamá.  

## Historia

### Fundación
El nombre del pueblo es de origen indígena y significaba huesos de hombres, debido a la gran cantidad de huesos esparcidos en las llanuras cercanas, debido a las disputas de dos hermanos indígenas que luchaban entre sí para ser caciques de la comarca. El pueblo fue fundado en 1515 en el puerto del cacique Careta (no confundir con puerto Carreto), bajo las órdenes del gobernador de Castilla de Oro, Pedrarias Dávila. Su propósito era establecer un camino que conectara por tierra el mar Caribe con el golfo de San Miguel, en el océano Pacífico, recientemente descubierto por Vasco Núñez de Balboa. Se trataba del lugar desde el que en 1513 partiera la expedición de Vasco Núñez de Balboa que descubriera el océano Pacífico (1513).
En 1519 Balboa fue enjuiciado y decapitado por Pedrarias en Acla.

### Desaparición
Debido a la desaparición de Balboa, su gran hacedor, y con la creciente actividad del poblado de Nombre de Dios, fundado en 1510, y la posterior fundación de la ciudad de Panamá en 1519, el poblado de Acla fue abandonándose poco tiempo después, hasta que en 1532 quedó totalmente desierto de españoles.
Las únicas referencias cartográficas que se tienen de Acla provienen de un mapa de 1785 firmado por el geógrafo Juan López (Carta Maritima del Reyno de Tierra Firme ú Castilla del Oro).